# And Then There Were None (2015)
And Then There Were None is een Britse miniserie die vanaf 26 december 2015 uitgezonden werd op de televisiezender BBC. De serie is gebaseerd op de roman Tien kleine negertjes van Agatha Christie.

## Rolverdeling
| Acteur                | Personage                       |               |                 |          |
| --------------------- | ------------------------------- | ------------- | --------------- | -------- |
| Acteur                | Personage                       | Maeve Dermody | Vera Claythorne | Hoofdrol |
| Charles Dance         | Rechter Lawrence Wargrave       | Hoofdrol      |                 |          |
| Aidan Turner          | Philip Lombard                  | Hoofdrol      |                 |          |
| Burn Gorman           | Rechercheur William Henry Blore | Hoofdrol      |                 |          |
| Toby Stephens         | Dr. Edward Armstrong            | Hoofdrol      |                 |          |
| Miranda Richardson    | Emily Brent                     | Hoofdrol      |                 |          |
| Noah Taylor           | Thomas Rogers                   | Hoofdrol      |                 |          |
| Sam Neill             | Generaal John MacArthur         | Hoofdrol      |                 |          |
| Anna Maxwell Martin   | Ethel Rogers                    | Hoofdrol      |                 |          |
| Douglas Booth         | Anthony Marston                 | Hoofdrol      |                 |          |
| Harley Gallacher      | Cyril Ogilvie Hamilton          | Bijrol        |                 |          |
| Paul Chahidi          | Isaac Morris                    | Bijrol        |                 |          |
| Charlie Russell       | Audrey                          | Bijrol        |                 |          |
| Christopher Hatherall | Fred Narracott                  | Bijrol        |                 |          |
| Ben Deery             | Henry Richmond                  | Bijrol        |                 |          |
| Margot Edwards        | Jennifer Brady                  | Bijrol        |                 |          |
| Rob Heaps             | Hugo Hamilton                   | Bijrol        |                 |          |
| Tom Clegg             | James Landor                    | Bijrol        |                 |          |
| Daisy Waterstone      | Beatrice Taylor                 | Bijrol        |                 |          |
| Joseph Prowen         | Edward Seton                    | Bijrol        |                 |          |

## Afleveringen
| Nr. | Titel     | Regisseur      | Schrijver(s) | Datum uitzending |
| --- | --------- | -------------- | ------------ | ---------------- |
| 1 | Episode 1 | Craig Viveiros | Sarah Phelps | 26 december 2015 |
| Op een warme dag eind augustus 1939 arriveren acht personen op Soldier Island. De meesten zijn ogenschijnlijk uitgenodigd door oude vrienden of de huidige ogenschijnlijke eigenaars, Mr. en Mrs. Owen. De gastheer en -vrouw zijn niet aanwezig, maar het huishoudelijk personeel Thomas en Ethel Rogers, verwelkomen hen. De gasten vinden elk een exemplaar van het kinderversje Tien kleine soldaatjes in hun slaapkamer en tien jade figuurtjes op de eettafel. Na het diner speelt Rogers, zoals hem werd opgedragen, een grammofoonplaat af, waarin alle gasten en het echtpaar Rogers worden beschuldigd als verantwoordelijk voor de dood van één of meerdere personen waarvan ze hun straf ontliepen. Blore, een van de gasten, gaf vooraf een valse naam op. Acht gasten ontkennen de beschuldigingen, maar Philip Lombard en Anthony Marston doen dat niet. Marston sterft kort daarna doordat er cyanide in zijn gin werd gedaan. De volgende ochtend wordt Mrs. Rogers dood gevonden in haar bed. Vera Claythorne toont aan dokter Armstrong dat er twee van de figuurtjes op de eettafel zijn verdwenen. |           |                |              |                  |
| 2 | Episode 2 | Craig Viveiros | Sarah Phelps | 27 december 2015 |
| De vergiftiging van de twee slachtoffers wekt de verdenking op dokter Armstrong, wiens tas wordt onderzocht. Er wordt gezocht naar de mysterieuze Mr. Owen. Lombard bekent dat hij 21 Afrikanen doodde om zo diamanten te bemachtigen. Emily Brent vertelt Vera over het noodlottige verleden van haar vroegere meid Beatrice Taylor en generaal MacArthur bezwijkt aan krankzinnigheid, overmand door schuldgevoel over het vermoorden van zijn ondergeschikte en minnaar van zijn overleden vrouw. Nadat de generaal wordt gevonden met ingeslagen hoofd realiseren de overgebleven zeven dat degene die de mysterieuze boodschap achterliet van plan is om recht te laten geschieden, volgens de manier van het kinderversje. Wargrave stelt de anderen een theorie voor dat de moordenaar een van hen is. Nadat het lichaam van Rogers wordt gevonden en Emily Brent is omgebracht met een van haar eigen breinaalden, zoeken de vijf overlevenden samen alle kamers en ieders bezittingen af om de moordenaar te kunnen ontmaskeren en zichzelf te redden. |           |                |              |                  |
| 3 | Episode 3 | Craig Viveiros | Sarah Phelps | 28 december 2015 |
| Tijdens een moment van verwarring wordt rechter Wargrave gevonden met een schotwond in het hoofd en dood verklaard door dokter Armstrong. De overige vier vervallen in een bacchanaal met alcohol en drugs. Vera en Lombard belanden in bed. 's Nachts verlaat Armstrong het huis, waardoor de andere drie geloven dat hij de moordenaar is. Blore wordt in een hinderlaag gelokt door de moordenaar en wordt neergestoken. Vervolgens spoelt het lijk van Armstrong aan, waardoor alleen Vera en Lombard overblijven. Vera kan hem misleiden en schiet Lombard neer. In trance keert ze terug naar haar kamer, waar een strop aan het plafond hangt. Wanneer ze zich wil ophangen komt Wargrave de kamer binnen. Hij onthult hoe hij een onoplosbaar mysterie wil creëren en de schuldigen wou straffen. Hij wil zichzelf neerschieten om het versje te vervolledigen. Vera probeert met hem te onderhandelen, maar hij trekt de stoel onder haar weg. In de eetkamer heeft hij de tafel gedekt voor twee personen. Wargrave laadt het revolver met de laatste kogel en schiet zichzelf in het hoofd. De terugslag zorgt ervoor dat het revolver aan de andere kant van de tafel terechtkomt, waardoor er een onoplosbare zaak ontstaat voor de politie, zoals Wargrave altijd had gepland. |           |                |              |                  |

## Afwijkingen van het originele verhaal
- In het boek wordt de hele groep samen overgebracht door Fred Narracott, behalve Dr. Armstrong die later aankomt en afzonderlijk wordt overgebracht. In de miniserie zijn Anthony Marston en Emily Brent reeds op het eiland wanneer de groep aankomt. Ook werd Marston in het boek niet afgebeeld als een cocaïneverslaafde, maar als een losbandige, rijke playboy.
- Edward Seton, de man waarvan rechter Wargrave wordt beschuldigd om onschuldig te werden ophangen werd in het originele verhaal beschuldigd van moord op zijn huisbazin om haar geld te krijgen. In de miniserie wordt door Wargrave gezegd dat Seton meerdere mensen heeft gedood, in de overtuiging dat hij de wereld een plezier deed.
- In het boek laat generaal MacArthur de geliefde van zijn vrouw Leslie, Arthur Richmond, vermoorden door hem uit te zenden op een bijzonder dodelijke missie, waar zijn dood zo goed als zeker is. In de serie doodt MacArthur Richmond - hier Henry genaamd - door hem in de rug te schieten. MacArthur zelf wordt gedood met een telescoop, terwijl hij in het originele verhaal werd vermoord met een onbekend wapen, vermoedelijk een reddingsboei.
- In het boek wordt het echtpaar Rogers verdacht van het achterhouden van medicijnen van hun oudere werkgever Jennifer Brady. In de serie wordt ze door Mr. Rogers verstikt met een kussen. Mrs. Rogers krijgt een dodelijke overdosis chloraalhydraat in haar brandewijn in de salon, tijdens de chaos na de grammofoonopname. In de serie wordt gesuggereerd dat ze de overdosis kreeg in haar slaapkamer. In het boek wordt Mr. Rogers gedood door de slag van een bijl op zijn hoofd, terwijl in de serie zijn middenrif is verwijderd door een bijl.
- In het boek wordt Emily Brent gedood met de injectienaald van Dr. Armstrong en wordt er een bij in de kamer gelaten om het versje te vervullen. In de serie wordt ze gedrogeerd via haar koffie, en daarop in de keel gestoken met een van haar breinaalden, die voorzien zijn van de initialen "EB", die naar beneden gekeerd fonetisch klinken als "bij". In het originele verhaal pleegde haar meid Beatrice Taylor zelfmoord door verdrinking, en niet door zichzelf voor een trein te gooien.
- In de miniserie wordt in een flashback gesuggereerd dat Emily Brent romantische intenties met haar meid Beatrice Taylor zou hebben gehad. In het boek is daar geen sprake van.
- In het boek wordt rechercheur Blore ervan beschuldigd meineed te hebben gepleegd, met als gevolg dat de onschuldige James Landor levenslang kreeg en stierf in de gevangenis. In de serie heeft Blore de homoseksuele Landor doodgeslagen. In het boek wordt Blore gedood door een klok in de vorm van een beer die op zijn hoofd valt, terwijl hij in de serie wordt neergestoken en in een berentapijt wordt gewikkeld.
- In het boek is Philip Lombard een huurling die verantwoordelijk is voor de dood van 21 mannen in Oost-Afrika door hen in de woestijn achter te laten zonder voedsel of water. In de serie doodt hij de mannen om in het bezit te komen van diamanten.
- Het bacchanaal dat plaatsvindt in de derde aflevering komt niet voor in het boek.
- In het boek is er geen expliciete romance tussen Vera en Lombard en ze worden nooit fysiek intiem met elkaar.
- In het boek verhangt Vera zichzelf in een post-hypnotiserende trance na het doodschieten van Lombard, en ontdekt nooit de ware identiteit van U.N. Owen, en de lezer komt er alleen in het naschrift achter dat Wargrave Owen was. In de serie komt Wargrave de kamer binnen terwijl Vera op het punt staat zich op te hangen, waarbij hij zijn daden en motivatie aan haar uitlegt, waarop hij zegt dat hij zichzelf wil neerschieten en een onoplosbaar mysterie wil creëren. Vera probeert met hem te onderhandelen, maar Wargrave trekt de stoel onder haar weg, waardoor ze schijnbaar zelfmoord pleegt.
- In het boek ensceneert Wargrave zijn dood in zijn slaapkamer door zichzelf in het voorhoofd te schieten, en het revolver met een koord dat aan de deur is vastgemaakt te laten wegtrekken. In de serie gaat hij naar de eetkamer, waar hij de tafel heeft gedekt voor twee personen, voor zichzelf en U.N. Owen. Hij vuurt af onder zijn kin en de terugslag van het revolver stuwt het wapen weg naar de lege plek.
- In het boek, na de aankomst van hulp van het vasteland, bespreken twee inspecteurs de zaak. Ze zijn uiteindelijk niet in staat de zaak op te lossen. Later wordt een brief van de moordenaar, die in een fles in zee werd gegooid, gevonden in een visnet, waarna het mysterie is opgelost. In de serie komt geen van beide voor.
- In het boek speelt Isaac Morris een vrij grote rol, en is tevens een extra slachtoffer van Wargrave, hoewel Isaac niet op het eiland is met de anderen. In de serie speelt Morris vrijwel geen rol, en is ook geen extra slachtoffer.